# Trecase
Trecase – miejscowość i gmina we Włoszech, w regionie Kampania, w prowincji Neapol.
Według danych na rok 2004 gminę zamieszkiwało 9179 osób, 1529,8 os./km².